# Langdon (Missouri)
Langdon è un'area non incorporata degli Stati Uniti d'America, nella contea di Atchison, nello Stato del Missouri.

## Geografia fisica
Si trova a circa sei km a sud ovest di Rock Port. L'ufficio postale è chiuso e la posta ora arriva da Fairfax.

## Storia
Langdon fu fondata nel 1880.